# Улица 50 лет ВЛКСМ (Ижевск)
Улица 50 лет ВЛКСМ — улица в Ижевске, проходит в Октябрьском районе города. Наряду с улицей 30 лет Победы является одной из главных транспортных магистралей Северо-Западного жилого района, неофициально именуемом, как «Городок металлургов». Направлена с востока на запад от улицы Карла Маркса, являясь продолжением улицы Холмогорова, до улицы Студенческой. Протяжённость улицы составляет 1,7 километра.
Справа примыкают улицы Тарасова и Школьная. Слева примыкают улицы Карла Маркса, Металлургов, Металлистов и 30 лет Победы.

## История
С середины XX века улица носила название 11-я Подлесная. С начала 1960-х годов улица стала расширяться. Здесь ведётся крупное жилищное строительство для заселения рабочих Ижевского металлургического завода. С тех пор местные жители именуют этот район «Городком металлургов».
18 сентября 1968 года по приказу исполкома Ижевского горсовета 11-я Подлесная переименована в улицу 50 лет ВЛКСМ в честь празднования 50-летнего юбилея создания в СССР комсомола.
В 1970-х годах после возведения здесь новых многоквартирных домов было решено соединить улицы 50 лет ВЛКСМ и Холмогорова, для чего в логу, по которому течёт речка Подборенка, построили плотину.
В соответствии с Генеральным планом города планируется дальнейшее благоустройство улицы: небольшая тропинка в конце улицы должна превратиться в широкую проезжую часть, между улицей Тарасова и Подборенкой возводятся жилые комплексы, а рядом с улицей Студенческой должен быть возведён Храма Святителя Луки Крымского.

## Здания и сооружения
Улица застроена преимущественно пяти- и девятиэтажными жилыми домами типовых проектов начала 1970-х годов. Здесь расположен ряд исторических и социально значимых объектов инфраструктуры.
Нечётная сторона
- № 19 — детская стоматологическая поликлиника № 2;
- № 21 — сквер им. Тарасова;
- № 55 — детский сад № 110;
- № 57 — детский сад № 105;
- № 59 — санаторий-профилакторий ИжГТУ.

Чётная сторона
- № 30 — магазин «Хозтовары»;
- № 40 — 21-й гастроном;
- № 42 — Республиканский госпиталь для ветеранов войн.

## Транспорт
Улица 50 лет ВЛКСМ является одной из главных транспортных артерий Северо-западного жилого района («Городка металлургов»). По ней проходит часть маршрутов общественного транспорта Ижевска, которые связывают район с центральными, восточными и южными частями города:
- маршруты троллейбуса №: 6, 6д, 9;
- маршруты автобуса №: 28, 29, 36, 79;
- маршрутное такси №: 18, 52, 334.

Также в районе перекрёстка с улицей Школьной улицу 50 лет ВЛКСМ пересекает трамвайная линия. С северной стороны улицы расположено разворотное кольцо трамвайных маршрутов №: , ,  и .